# بوئینگ بی-۲۹ سوپرفورترس
بوئینگ بی-۲۹ سوپرفورترس (به انگلیسی: Boeing B-29 Superfortress) یک بمب‌افکن سنگین بود که عمدتاً توسط ایالات متحده در جنگ جهانی دوم و جنگ کره مورد استفاده قرار می‌گرفت. این هواپیما بمب‌افکن، در بمباران ژاپن در جنگ جهانی دوم و هواپیمایی بود که بمب‌های اتمی را بر روی هیروشیما و ناگاساکی انداخت. بی-۲۹ تنها هواپیمایی است که تاکنون در نبرد از جنگ‌افزار هسته‌ای استفاده کرده‌است.
بی-۲۹ یک بمب‌افکن سنگین ملخ‌دار چهار موتوره آمریکایی است که توسط بوئینگ طراحی شده و عمدتاً توسط ایالات متحده در طول جنگ جهانی دوم و جنگ کره به پرواز درمی‌آمد. لقب سلف این هواپیما «بوئینگ بی-۱۷ فلایینگ فورترس» (بی-۱۷ دژ پروازکننده) بود و لقب سوپرفورترس (اَبَردژ) برای بی-۱۹ در ادامه این نوع نام‌گذاری انتخاب شده‌است.
بوئینگ بی-۲۹ سوپرفورترس برای بمباران راهبردی در ارتفاع بالا طراحی شده‌است، اما همچنین در بمباران آتش‌زا در ارتفاع کم در شب و در انداختن مین‌های دریایی برای محاصره ژاپن عملکردی ممتاز داشت.
به عنوان یکی از بزرگترین هواپیماهای جنگ جهانی دوم، بی-۲۹ دارای فناوری پیشرفته‌ای بود، از جمله کابین تحت فشار، ارابه فرود دو چرخه سه‌تایی و یک سامانه رایانه‌ای آنالوگ کنترل آتش که برای توپچی و یک افسر کنترل آتش، هدایت چهار برجک مسلسل را از راه دور فراهم می‌کرد. 
هزینه ۳ میلیارد دلاری طراحی و تولید آن (معادل ۴۳ میلیارد دلار امروز)، که بسیار بیشتر از هزینه ۱٫۹ میلیارد دلاری پروژه منهتن بود، پروژه بی-۲۹ را میتوان به گران‌ترین پروژه جنگ جهانی تبدیل کرد. طراحی پیشرفته بی-۲۹ باعث شد که در طول دهه ۱۹۵۰ در نقش‌های مختلف در خدمت باقی بماند. این هواپیما در اوایل دهه ۱۹۶۰ و پس از آن‌که ۳۹۷۰ فروند از آن ساخته شده‌بود، بازنشسته شد.
اتحاد جماهیر شوروی (سابق) بعدها از طریق مهندسی معکوسِ بدون مجوز از طرح بی-۲۹ آمریکایی، هواپیمای توپولف تو-۴ را تولید کرد. امروزه بیست فروند بی-۲۹ در نمایشگاه‌های هوایی در حالت بدون پرواز قرار دارند.  تنها دو فروند از این نوع هواپیما که «فیفی» و «داک» نام گرفته‌اند، هنوز پرواز می‌کنند.

## کاربران
استرالیا
- نیروی هوایی سلطنتی استرالیا (دو فروند که سابقا متعلق به نیروی هوایی سلطنتی بریتانیا بود جهت آموزش)

 بریتانیا
- نیروی هوایی سلطنتی بریتانیا

 ایالات متحده آمریکا
- نیروهای هوایی ایالات متحده
- نیروی هوایی ایالات متحده آمریکا
- نیروی دریایی ایالات متحده آمریکا (چهار فروند که سابقا متعلق به نیروی هوایی ایالات متحده بود به عنوان بمب‌افکن نگهبان P2B باز طراحی شد.)

 اتحاد جماهیر شوروی
- نیروی هوایی شوروی (سه فروند B-29 USAAF در طول جنگ جهانی دوم در اتحاد جماهیر شوروی فرود اضطراری داشتند و هرگز بازگردانده نشدند. آنها برای ساخت بمب افکن توپولف تو-۴ شوروی «بول» مهندسی معکوس شدند.)

## همچنین ببینید
- Air warfare of World War II
- AN/APQ-13
- ASM-A-1 Tarzon
- Boeing B-29 Superfortress variants
- د گریت آرتیست
- کی برد (هواپیما)
- Straight Flush

توسعه مرتبط
- بوئینگ ۳۷۷ استراتوکروزر
- بوئینگ بی-۵۰ سوپرفورترس
- بوئینگ سی-۹۷ استراتوفرایتر
- بوئینگ کی‌بی-۲۹ سوپرفورترس
- بوئینگ ایکس‌بی-۳۹ سوپرفورترس
- توپولف تو-۴

هواگردهای با عملکرد، پیکربندی و یا دوره زمانی مشابه
- Amerikabomber
- آورو لانکاستر
- Nakajima G8N Renzan
- Consolidated B-32 Dominator
- داگلاس ایکس‌بی-۳۱
- هاینکل ۲۷۷
- یونکرس ۲۹۰
- لاکهید ایکس‌بی-۳۰
- مسرشمیت ام‌ئی ۲۶۴
- Victory Bomber

فهرست‌های مرتبط
- List of aircraft of World War II
- List of bomber aircraft
- List of military aircraft of the United States